# Wangjing
Wangjing è una suddivisione dell'India, classificata come nagar panchayat, di 6.970 abitanti, situata nel distretto di Thoubal, nello stato federato del Manipur. In base al numero di abitanti la città rientra nella classe V (da 5.000 a 9.999 persone).

## Geografia fisica
La città è situata a 24° 36' 0 N e 94° 1' 60 E e ha un'altitudine di 765 m s.l.m..

## Società

### Evoluzione demografica
Al censimento del 2001 la popolazione di Wangjing assommava a 6.970 persone, delle quali 3.391 maschi e 3.579 femmine. I bambini di età inferiore o uguale ai sei anni assommavano a 1.035, dei quali 504 maschi e 531 femmine. Infine, coloro che erano in grado di saper almeno leggere e scrivere erano 4.325, dei quali 2.469 maschi e 1.856 femmine.